# Meryszczów
Meryszczów – wieś na Ukrainie w rejonie lwowskim (wcześniej w rejonie przemyślańskim) należącym do obwodu lwowskiego, nad Gniłą Lipą.

## Położenie
Na podstawie Słownika geograficznego Królestwa Polskiego i innych krajów słowiańskich: Meryszczów to wieś w powiecie przemyślańskim, 6 km na południe od urzędu pocztowego w Przemyślanach.

## Historia
Dziedzicem części wsi Miryszczowa w 1475 był Wańko Łahodowski z Pohorelec i Stanimirza herbu Korczak.
W 1921 wieś liczyła 114 zagród i 614 mieszkańców, w tym 515 Ukraińców, 81 Polaków i 18 Żydów. W 1931 zagród było 137 a mieszkańców 769.
W lutym 1940 NKWD deportowało 4 osoby.
W 1944 nacjonaliści ukraińscy zamordowali jedną osobę narodowości polskiej.